# Жовнир, Ольга Богдановна
Ольга Богдановна Жовнир (укр. Ольга Богданівна Жовнір; родилась 8 июня 1989 в Нетешине, УССР) — украинская фехтовальщица-саблистка, олимпийская чемпионка 2008 года в командном первенстве, двукратная чемпионка Европы в командном первенстве (2009—2010), чемпионка мира (2009), заслуженный мастер спорта Украины.
Тренировалась в городе Хмельницкий. Первый тренер — Ольга Штурбабина, тренеры — Валерий Штурбабин и Вадим Штурбабин.

## Спортивные достижения
- 2008, Олимпийские игры в Пекине, золотая медаль в первенстве женских команд по сабле (другие спортсменки в команде: Ольга Харлан, Елена Хомровая, Галина Пундик).
- 2009, Чемпионат мира — 1-е место в командных соревнованиях.
- 2014 — Чемпионат Европы — 3-е место в командных соревнованиях.

## Награды
- Орден «За заслуги» III степени (4 сентября 2008 года) — за достижение высоких спортивных результатов на XXIX летних Олимпийских играх в Пекине (Китай), проявленные мужество, самоотверженность и волю к победе, повышение международного авторитета Украины[7]

## Примечание
1. ↑  Володарями золотої олімпійської медалі у складі жіночої команди з фехтування на шаблях стали представники Центрального спортивного клубу Збройних Сил України Галина Пундик і Ольга Жовнір
2. ↑  Заслужені майстри спорту. Дата обращения: 1 сентября 2012. Архивировано из оригинала 3 ноября 2013 года.
3. ↑  http://www.msms.gov.ua/sport/doccatalog/document;jsessionid=081A4CA02095F1E6A9A8AF8FD553CFD9?id=139115 (недоступная+ссылка)
4. ↑  Некоторые источники указывают дату 18 июня и место рождения Острог. Архивная копия от 17 декабря 2012 на Wayback Machine Архивная копия от 17 декабря 2012 на Wayback Machine
5. ↑  Украинское чудо с косичками (недоступная ссылка)
6. ↑  Дві спортсменки з Хмельниччини здобули перше золото у Пекині Архивная копия от 21 августа 2017 на Wayback Machine  (укр.)
7. ↑  Указ Президента України № 804/2008 «Про відзначення державними нагородами України спортсменів, тренерів та фахівців національної збірної команди України на XXIX літніх Олімпійських іграх» Архивная копия от 23 сентября 2018 на Wayback Machine (укр.)